# Melissa Di Marco
Pour les articles homonymes, voir Di Marco.
Melissa DiMarco est une actrice canadienne née le 1er janvier 1969 à Toronto, Canada. 

## Biographie
Elle est notamment connue pour son rôle de la nouvelle directrice de la Degrassi High School dans la série télévisée Degrassi : La Nouvelle Génération. Elle tient ce rôle régulièrement dans les saisons 5 à 7, fait quelques apparitions dans les saisons 3,4 et 9 et apparaît en tant que vedette invitée dans les saisons 2 et 8.